# El Rey de los Habanos
El Rey de los Habanos is een fabriek die met de hand gemaakte Cubaanse longfillersigaren produceert. Opgericht in 2002 te Little Havana, Miami door Don José Pepin Garcia.
De sigaren worden volledig gemaakt met tabak uit Nicaragua.
Het type dekblad verschild naargelang het model, volgende type dekbladen worden gebruikt: Corojo Rosado Claro, Corojo Oscuro, Habano Rosado, Habano Rosado Claro, Corojo Maduro.

## Modellen

### Don Pepin Garcia Blue
- Exclusivos - 9 1/4 × 48
- Lanceros - 7 1/2 × 38 - long panatela
- Delicias - 7 × 50 - churchill
- Magnates - 7 5/8 × 49 - double corona
- Imperiales - 6 1/8 × 52 - torpedo
- Invictos - 5 × 50 - robusto
- Generosos - 6 × 50 - toro
- Exquisitos - 5 5/8 × 46
- Peferidos - 5 1/8 × 42
- Demi-Tasse - 4 1/2 × 32

### Don Pepin Garcia Series JJ
- Belicosos - 5 3/4 × 52 - torpedo
- Sublime - 6 × 54 - toro
- Selectos - 5 × 50 - robusto
- Salomon - 7 1/4 × 57 - perfecto

### Don Pepin Garcia Black Edition
- 1952 - 4 1/4 × 40 - perla
- 1977 - 5 1/2 × 38 - corona especial, petit lancero
- 1979 - 5 × 50 - robustos
- 1970 - 5 × 54 - belicosos
- 1973 - 6 × 60 - figurado
- 1950 - 6 × 52 - toros
- 2001 - 6 × 60 - Toro Gordo

### Vegas Cubanas by Don Pepin Garcia
- Coronas - 5 1/2 × 44
- Invictos - 5 × 50
- Generosos - 6 × 50
- Delicias - 7 × 50
- Imperiales - 6 1/8 × 52
- Magnates - 7 5/8 × 49

### El Rey de los Habanos by Don Pepin
- Robustos - 5 × 50
- Toros - 6 × 50
- Churchills - 7 × 50
- Torpedos - 6 1/8 × 52
- Coronas - 5 1/2 × 44

### Don Pepin Garcia Series JJ Maduro
- Selectos - 5 × 50
- Belicoso - 5 3/4 × 52
- Sublime - 6 × 54